# Oocyclus vestitus
Oocyclus vestitus är en skalbaggsart som beskrevs av Sharp 1882. Oocyclus vestitus ingår i släktet Oocyclus och familjen palpbaggar. Inga underarter finns listade i Catalogue of Life.